# Bărcănești (gmina w okręgu Prahova)
Bărcănești – gmina w Rumunii, w okręgu Prahova. Obejmuje miejscowości Bărcănești, Ghighiu, Pușcași, Românești i Tătărani. W 2011 roku liczyła 9384 mieszkańców.